# Erich Przywara
Erich Przywara (Katowice, 12 ottobre 1889 – Murnau am Staffelsee, 28 settembre 1972) è stato un teologo e filosofo tedesco.
Diventò gesuita nel 1908. Dopo studi specialistici, fu redattore della rivista Stimmen der Zeit, attraverso cui diffuse il suo pensiero teologico che influenzò molto Hans Urs von Balthasar.
Al centro del suo pensiero è il concetto di analogia entis, che indica il rapporto doppio di trascendenza/immanenza tra Dio e le sue creature, pur nell'obiettiva difficoltà dell'uomo di comprendere questa "Trascendente immanenza" divina, accessibile solo attraverso l'intervento della grazia.

## Opere in italiano
- L'uomo. Antropologia tipologica, Milano, Fabbri, 1968.
- Umiltà, pazienza e amore. Meditazioni teologiche, Brescia, Queriniana, 1968.
- La liturgia della Chiesa. La tensione cristiana verso l'unità, Milano, Jaca Book, 1972.
- Analogia Entis - metafisica. La struttura originaria e il ritmo cosmico, Milano, Vita e Pensiero, 1995. ISBN 88-343-0368-7; ISBN 978-88-343-0368-9. Anteprima limitata su books.google.it
- Agostino inForma l'Occidente, Milano, Jaca Book, 2007. ISBN 88-16-40770-0; ISBN 978-88-16-40770-1. Anteprima limitata su books.google.it
- L'idea d'Europa. La "crisi" di ogni politica "cristiana", Trapani, Il pozzo di Giacobbe, 2013. Introduzione, traduzione e note a cura di F. Mandreoli e J. L. Narvaja
- Che "cosa" è Dio? : eccesso e paradosso dell'amore di Dio: una teologia, Trapani, Il pozzo di Giacobbe, 2017. introduzione, traduzione e note di F. Mandreoli e M. Zanardi in collaborazione con S. Bertocchi, M. Köhler, F. Todesco ; postfazione di J.L. Narvaja.